# Radio Silence (Talib Kweli)
Radio Silence è l'ottavo album del rapper statunitense Talib Kweli, pubblicato nel 2017. Ospiti del disco, tra gli altri, anche Jay Electronica, Anderson Paak, Rick Ross e Bilal.
| Recensione | Giudizio |
| ---------- | -------- |
| AllMusic   | [ 1 ]    |
| Pitchfork  | [ 2 ]    |
| XXL        | [ 3 ]    |
| HipHopDX   | [ 4 ]    |

## Tracce
1. The Magic Hour – 2:21 (T. Greene, D. Maman) – The Alchemist
2. Traveling Light (featuring Anderson Paak) – 4:31 (T. Greene, B. Paak, K. Celestin) – Kaytranada
3. All of Us (featuring Jay Electronica & Yummy Bingham) – 5:40 (T. Greene, E. Allah, E.Bingham, T. Samuela, G. Anders, E. Ruffalo) – Samuel Truth
4. She's My Hero – 2:54 (T. Greene, M. Jackson) – Oh No
5. Chips (featuring Waka Flocka Flame) – 3:28 (T. Greene, C. Van Queen, J. Malfurs, J. Rhodes) – J. Rhodes
6. Knockturnal – 4:03 (T. Greene, J. Pounds) – J. Lbs
7. Radio Silence (featuring Amber Coffman & Myka 9) – 5:47 (T. Greene, A. Coffman, M. Troy, A. Carmack, A. Nash) – Mr. Carmack & Abjo
8. The One I Love (featuring BJ The Chicago Kid) – 5:07 (T. Greene, B. Sledge, S. McCaffrey, S. Sisay) – Quincey Tones
9. Head Up Eyes Open (featuring Rick Ross & Yummy Bingham) – 4:23 (T. Greene, J. Rhodes, W. Roberts, E. Bingham) – J. Rhodes
10. Let It Roll – 2:53 (T. Greene J. Nuamah) – Lord Quest
11. Write At Home (featuring Datcha, Bilal & Robert Glasper) – 6:23 (T. Greene, R. Glasper, D. Magerano) – Robert Glasper

## Classifiche
| Classifica (2017)     | Posizione massima |
| --------------------- | ----------------- |
| US Independent Albums | 26                |